# Ла-Оркахада (Авіла)
Ла-Оркахада (ісп. La Horcajada) — муніципалітет в Іспанії, у складі автономної спільноти Кастилія-і-Леон, у провінції Авіла. Населення — 581 особа (2010).
Муніципалітет розташований на відстані близько 150 км на захід від Мадрида, 70 км на захід від Авіли.
На території муніципалітету розташовані такі населені пункти: (дані про населення за 2010 рік)
- Енсінарес: 63 особи
- Ла-Оркахада: 495 осіб
- Ель-Ойо: 5 осіб
- Ріофрагуас: 18 осіб

## Демографія
Динаміка населення (INE ):